# Кузнецов, Андрей Алексеевич (хоккеист, 1964)
Андрей Алексеевич Кузнецов (род. 7 июня 1964, Уфа) — советский и российский хоккеист, нападающий. Тренер.

## Биография
Воспитанник уфимского хоккея. Играл за команды «Авангард» Уфа (1981/82 — 1983/84, 1986/87, 1988/89 — 1989/90), СК имени Салавата Юлаева / «Салават Юлаев» (1983/84, 1987/88 — 1990/91, 1993/94), СКА Свердловск (1984/85 — 1985/86), «Металлург» Магнитогорск (1991/92 — 1992/93), «Южный Урал» Орск (1992/93), «Новойл» Уфа (1993/94), «Неман» Гродно (чемпионат Беларуси-1995/96).
Тренер в команде МХЛ-Б «Батыр» Нефтекамск (2013/14).